# Futebol Clube de Perafita
O Futebol Clube de Perafita é um clube português localizado na União de Freguesias de Perafita, Lavra e Santa Cruz do Bispo no concelho de Matosinhos, distrito do Porto. O clube foi fundado em 23 de Janeiro de 1946, disputa atualmente a 1º Divisão da Associação de Futebol do Porto tendo como Presidente atualmente Israel Mota. Os seus jogos em casa são disputados no Estádio do Futebol Clube de Perafita.
Os primeiros títulos do clube foram o de Campeão da 3º Divisão da A. F. P (1969/70), Campeão da 2º Divisão da A. F. P (1988/89) e dois titulos de Campeão na 1º Divisão da A.F.P (1988/89 e 2011/12). 
No seu historial tem uma participação no Campeonato Nacional de Seniores (2013/14) e duas participações na Taça de Portugal tendo na sua primeira participação na época de 1990/91 sido eliminado na 3º Ronda pelo histórico Rio Ave onde obrigou o clube de Vila do Conde a um segundo jogo de desempate.
Na época de 2019/20 formou um plantel de Sub. 23 para participar no campeonato de Esperanças da A. F. Porto, na época de 2020/21 foi Campeão da 1° Divisão, atualmente disputa a Divisão de Elite (Apuramento de Campeão).

## Futebol

### Classificações por época
| Época     | Nível | Divisão                         | Classificação                | Taça de Portugal |
| --------- | ----- | ------------------------------- | ---------------------------- | ---------------- |
| 2008/2009 | 5     | Divisão de Honra da AF Porto    | 17º                          | -                |
| 2009/2010 | 6     | 1ª Divisão da AF Porto          | 4º                           | -                |
| 2010/2011 | 6     | 1ª Divisão da AF Porto          | 3º                           | -                |
| 2011/2012 | 6     | 1ª Divisão da AF Porto          | 1º                           | -                |
| 2012/2013 | 5*    | Divisão de Honra da AF Porto    | 1º                           | -                |
| 2013/2014 | 3     | Campeonato Nacional de Seniores | 10º (9º 1ª fase, 8º 2ª fase) | 2E               |
| 2014/2015 | 4     | Divisão de Elite da AF Porto    | 13º                          | -                |
| 2015/2016 | 4     | Divisão de Elite da AF Porto    | a decorrer                   | -                |
| 2016/2017 |       | AF Porto - Divisão de Honra     | 10º                          | -                |
| 2017/2018 |       | AF Porto - Divisão de Honra     | 13º                          | -                |
| 2018/2019 |       | AF Porto - Divisão de Honra     | 15º                          | -                |
| 2019/2020 |       | AF Porto - 1º Divisão           | 16º                          | -                |
| 2020/2021 |       | AF Porto - 1º Divisão           | 9º                           | -                |
| 2021/2022 |       | AF Porto - 1º Divisão           | A decorrer                   | -                |

Legenda das cores na pirâmide do futebol português
     1º nível (1ª Divisão / 1ª Liga) 
     2º nível (até 1989/90 como 2ª Divisão Nacional, dividido por zonas, em 1990/91 foi criada a 2ª Liga) 
     3º nível (até 1989/90 como 3ª Divisão Nacional, depois de 1989/90 como 2ª Divisão B/Nacional de Seniores/Campeonato de Portugal)
     4º nível (entre 1989/90 e 2012/2013 como 3ª Divisão, entre 1947/48 e 1989/90 e após 2013/14 como 1ª Divisão Distrital) 
     5º nível
     6º nível
     7º nível